# الدخيدخ (بني سعد)

تعديل مصدري - تعديل

الدخيدخ هي إحدى قرى عزلة بني سباء بمديرية بني سعد التابعة لمحافظة المحويت، بلغ تعداد سكانها 323 نسمة حسب تعداد اليمن لعام 2004.